# Judenkopf (Lorsbach)
Der bewaldete Judenkopf in der Gemarkung Lorsbach ist mit 410 m ü. NHN der höchste Berg der hessischen Kreisstadt Hofheim am Taunus im Main-Taunus-Kreis im Taunus.
Der Judenkopf ist Teil des Eppstein-Hornauer Vortaunus, einer naturräumlichen Untergliederung des Vordertaunus. Er ist die höchste Erhebung westlich des tief eingeschnittenen Schwarzbach-Talgrunds und Mittelpunkt eines rund 900 Hektar großen geschlossenen Waldgebiets, das in den Naturpark Taunus einbezogen ist. 

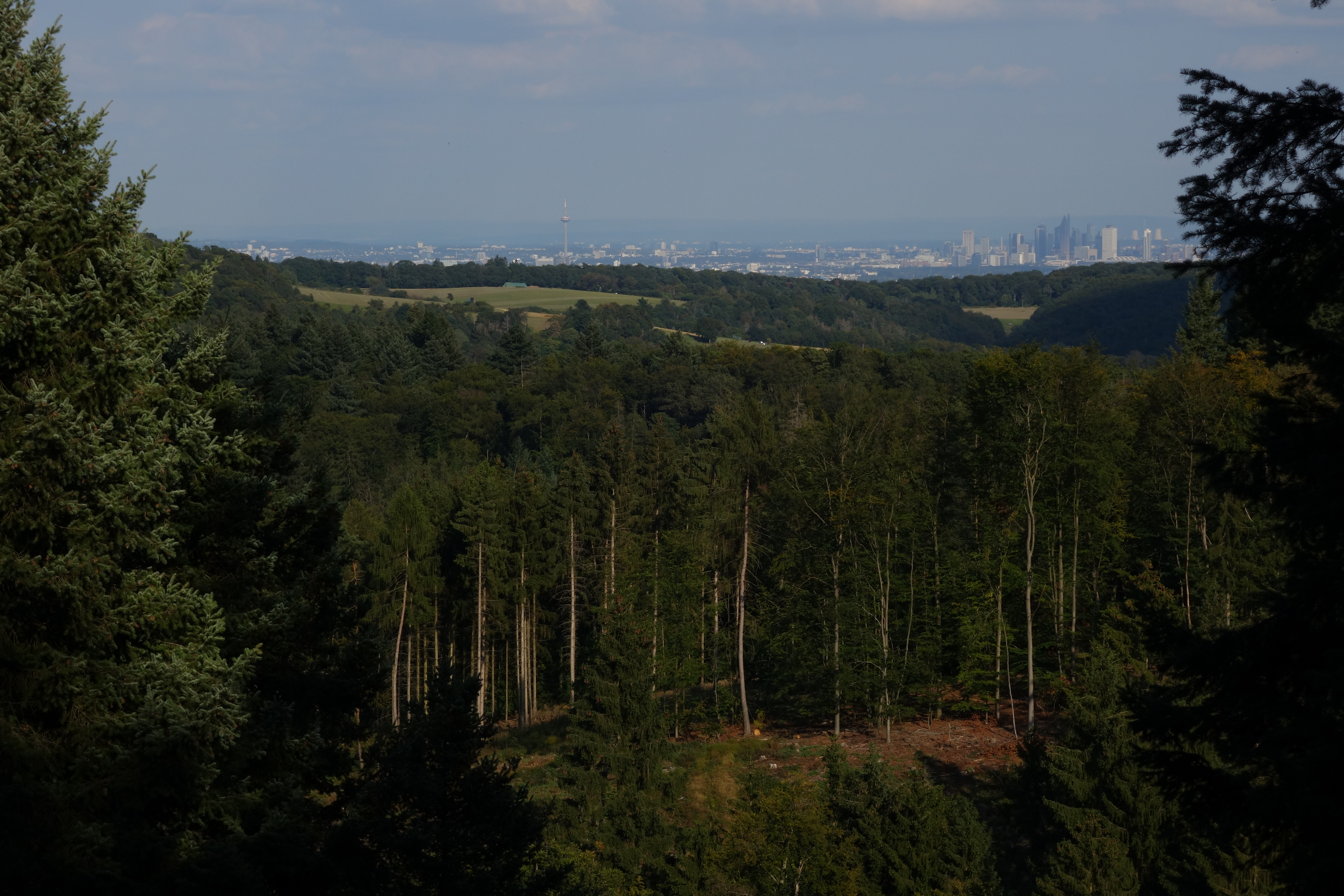
Blick vom Aussichtspunkt Skyline-View (unterhalb des Judenkopf-Gipfels) hinweg über den Pass bei der Gundelhard zur Frankfurter Skyline und darüber hinaus zum Kraftwerk Staudinger (ganz rechts hinter dem Grand Tower)

Durch seine dichte Bewaldung ist der Judenkopf kein klassischer Aussichtsberg. Allerdings gibt es 400 Meter südöstlich des Gipfels auf 360 m Höhe eine Schutzhütte bei einer Lichtung, die teils als Skyline-View bezeichnet wird. Von hier öffnet sich der Blick nach Osten über den 270 m hohen Pass bei der Gundelhard, zwischen Staufen (451 m) und Lorsbacher Kopf (308 m) hinweg zur Frankfurter Skyline.
Erschlossen wird der Judenkopf nur durch Forststraßen. Den leichtesten Zugang bietet der knapp zwei Kilometer lange Weg vom nördlichen Ortsrand des hochgelegenen Stadtteils Langenhain, vorbei an dem dortigen Bahai-Tempel.
Südlich der Gipfelhöhe befindet sich ein Wasserbehälter, der Bremthal und Lorsbach mit Wasser versorgt.